# Ricardo Dalmau
Ricardo Dalmau Santana, (nacido el 27 de agosto de 1977 en Mayagüez, Puerto Rico) es un exjugador de baloncesto puertorriqueño. Con 1.91 metros de estatura, juega en la posición de escolta.

## Trayectoria Educativa y Profesional
Estudió en la Universidad de Puerto Rico, en donde obtuvo un bachillerato en Administración de Empresas, y su concentración en contabilidad. Posteriormente obtuvo una maestría en Gerencia. En el 2005 obtuvo su licencia de Contador Público Autorizado, el cual es otorgada por el Colegio de Contadores Públicos Autorizados de Puerto Rico.
Trabajó en una compañía de contabilidad en Puerto Rico, y posteriormente se convirtió en Director de Auditoría del Departamento de Recreación y Deportes del Gobierno de Puerto Rico. En el 2011 el Gobernador de Puerto Rico el Honorable Luis Fortuño Burset lo designó Inspector General del Gobierno de Puerto Rico, fue confirmado unánimemente por ambos cuerpos de la Legislatura de Puerto Rico, y desempeño el cargo hasta el 2013. En el 2014 fue nombrado Administrador Municipal de la Ciudad de Guaynabo, cuyo cargo desempeñó hasta el 2017. En el 2019 se convirtió en el presidente del Baloncesto Superior Nacional de Puerto Rico, puesto que ha ocupado hasta el presente. Como Presidente del Baloncesto Superior Nacional, ha liderado una transformación de la Liga Profesional, con el torneo memorable de la “Burbuja” del BSN. Siendo la segunda Liga en el Continente en poderla realizar (la primera fue la NBA) y el cual se que se llevó a cabo en el 2020 en un Hotel en medio de la pandemia. En el 2020 fue nombrado por la Gobernadora Honorable Wanda Vázquez Garced miembro de la Junta de Gobierno de la Universidad de Puerto Rico. En marzo de 2022 fue nombrado presidente de la Junta de Gobierno de la Universidad de Puerto Rico, cargo que ha ocupado hasta el presente.
Ricardo Dalmau es un empresario con múltiples empresas relacionadas con industrias de servicio y de restaurantes de comida rápida.

## Saga de los Dalmau
Forma parte de una gran familia relacionada con el baloncesto siendo el pequeño de una saga de hermanos baloncestistas: Richie Dalmau, (1973)  y Christian Dalmau, (1975) siendo el padre de ellos Raymond Dalmau, (1948) y sobrino de Steve Dalmau. Jugó 18 temporadas en el baloncesto profesional puertorriqueño, el cual fue nombrado Novato del Año en el 1995, y logró un campeonato en el 2007 con los Cangrejeros de Santurce. Alcanzó anotar 6,455 puntos en su carrera con 733 canastas de tres puntos anotadas. Representó a Puerto Rico en los Juegos Centroamericanos y del Caribe de Maracaibo, Venezuela en el 1998 y de San Salvador, El Salvador en el 2002.

## Trayectoria
- Piratas de Quebradillas (1994)
- Polluelos de Aibonito (1995)
- Piratas de Quebradillas (1996-2003)
- Indios de Mayagüez (2004)
- Cangrejeros de Santurce (2005-2010)
- Mets de Guaynabo (2011)